# Vladislav I di Valacchia
Vladislav I di Valacchia (noto anche come Vlaicu-Vodă; ... – 1377) fu voivoda (principe) di Valacchia dal 1364 al 1377. Figlio primogenito di Nicolae Alexandru, gli succedette alla sua morte (1364). Inizialmente vassallo dello Zar Ivan Alessandro di Bulgaria, nel 1369 riavvicinò la Valacchia al Regno d'Ungheria, cedendo la fortezza di Vidin, sul Danubio, a Luigi I d'Ungheria in cambio di Severin, Amlaș e Făgăraș. Morì combattendo contro i Bulgari.